# 克雷·雷加佐尼
吉安克劳迪奥·朱塞佩·“克雷”·雷加佐尼（義大利語：Gianclaudio Giuseppe "Clay" Regazzoni，1939年9月5日—2006年12月15日）是一位瑞士賽車手。他在1970年至1980年期間參賽於一級方程式，贏過5場大獎賽。他的第一場勝利是在他的首個賽季於蒙札的義大利大獎賽，當時他效力於法拉利車隊。他持續待在義大利車隊直到1972年。在轉往BRM一個賽季後，雷加佐尼從1974年至1976年共3年的時間再次重返法拉利。最終在1976年底離開法拉利後，雷加佐尼加入了恩賽和影子車隊，之後又在1979年轉往威廉斯，而他也在位於銀石的1979年英國大獎賽幫助威廉斯取得該隊的首場大獎賽勝利。
他於威廉斯的席位在1980年被卡洛斯·瑞特曼取代，他因此重返恩賽。在1980年美西大獎賽的意外使他下半身癱瘓，結束了他的一級方程式生涯。然而雷加佐尼並沒有終止賽車，他仍在1980年代末期至1990年代初期使用手控賽車，參賽達卡拉力賽和賽百靈12小時耐力賽。雷加佐尼在1996年成為義大利電視台的解說員。
他於2006年12月15日的一場車禍中喪生。

## 個人與早年生活
吉安克勞迪奧·雷加佐尼在第二次世界大戰開戰後幾天的1939年9月5日生於瑞士門德里西奧。雷加佐尼成長於提契諾州波爾扎，這也是瑞士其中一個義大利語地區。他的妻子為瑪麗亞·皮婭（Maria Pia），並育有兩子：阿萊西亞（Alessia）和吉安·瑪麗亞（Gian Maria）。

## 賽車生涯

### 一級方程式前

#### 早期賽車與三級方程式
雷加佐尼在1963年展開他的賽車生涯，當時他年24歲，較其他車手來說起步相對地晚些。瑞士在1955年利曼慘劇後禁止了賽車運動，使得他早年大多的賽車經驗得在義大利邊界完成。他的首場出賽駕駛著他自己的奧斯汀-希利Sprite，並在他首三場賽事中站上兩次頒獎台。雷加佐尼也受到這次旗開得勝的鼓勵，而轉往迷你庫珀於1964年的俱樂部賽季。
雷加佐尼在1965年首次駕駛開輪式賽車，他加入了布拉漢姆參賽歐洲三級方程式錦標賽。首個賽季有著一定的成功，而他在1966年（此次駕駛德·托马索賽車）又更加進步，使得他受到了義大利製造商Tecno的關注。Tecno於1967年將一具他們的三級方程式底盤提供給雷加佐尼使用，而他的可靠性、速度的表現使他能夠在次年加入Tecno參賽二級方程式。儘管如此，雷加佐尼仍舊在1968年持續於三級方程式奮鬥，而他也在一場重大的事故中幸運地存活下來，且這也不僅是他的最後一次。雷加佐尼在摩納哥大獎賽三級方程式贊助賽中，正當他離開一個減速彎時失去了控制，並重重地撞上了防撞護欄。微小的三級方程式駕車使它能夠從護欄下穿過，這也讓護欄邊緣的尖銳金屬劃破了開放式座艙的頂部。雷加佐尼設法在駕駛艙中壓低身體，使得他的頭能夠順利從柵欄下方通過。最終賽車在位於雷加佐尼頭部後方且較他的頭盔明顯地低的防滾欄，抵制住了柵欄後停了下來。

#### 二級方程式
在二級方程式中，雷加佐尼於Tecno找到理想的夥伴。他充滿鬥志的風格完全匹配了Tecno的前瞻志向，且雷加佐尼也迅速地成為一位強硬的對手。雷加佐尼在1968年二級方程式荷蘭大獎賽，受到了年輕英國車手克里斯·蘭伯特（Chris Lambert）逝世的牽連。一些目擊者指控當時在場上跑得不錯的雷加佐尼，在領先一圈時故意使蘭伯特的布拉漢姆衝出賽道。接著蘭伯特便失去控制並撞上了路橋。儘管多年後謠言仍持續流傳著，但雷加佐尼在賽後審訊後，並不用負任何責任。蘭伯特的父親展開對雷加佐尼的私人行動，不過這拖了五年後仍被放棄了。雷加佐尼在他於二級方程式的三年皆待在Tecno（雖然他在1969年賽季大多是為法拉利二級方程式車隊出賽）且他也在1970年的歐洲二級方程式錦標賽為該隊出賽。

## 逝世
2006年12月5日，雷加佐尼在帕爾馬旁的A1高速公路駕駛著他的克萊斯勒Voyager，撞上了一輛貨車的後方因此喪命。事故調查員估計他當時的行駛速度大約是100公里每小時，而儘管早先有猜測指出雷加佐尼失去控制的主因為心臟病發作，但在明確地驗屍解剖後，排除了這項因素。他的葬禮在12月23日舉行於盧加諾，而傑奇·史都華、埃默森·菲蒂帕爾迪、尼基·勞達等一級方程式知名人士也出席了他的葬禮。